# Christian Herter
Christian Archibald Herter (Parijs (Frankrijk), 28 maart 1895 - Washington D.C., 30 december 1966) was een Amerikaans politicus.

## Levensloop
Na zijn studie aan de Harvard-Universiteit trad Christian Herter in diplomatiek dienst. Hij was attaché op de Amerikaanse ambassade in Berlijn, en werd in Mainz zelfs voor korte tijd vastgehouden omdat hij werd aangezien voor een Amerikaanse spion. Hij was secretaris van de Amerikaanse delegatie op de vredesconferentie van Versailles. 
Later werd hij secretaris van Herbert Hoover. Later werkte hij met tegenzin voor de omstreden regering van Warren Harding. Hij nam ontslag en keerde terug naar Boston. Daar gaf hij een eigen blad uit en gaf veel lezingen over de internationale verhoudingen.
Van 1931 tot 1942 was hij lid van het Huis van Afgevaardigden van Massachusetts en van januari 1943 tot januari 1953 had hij zitting in het Huis van Afgevaardigden van de Verenigde Staten. In 1953 - 1957 was hij de 59e gouverneur van Massachusetts. 
Bij de verkiezingen in 1956 stelde hij zich niet opnieuw verkiesbaar voor die functie, maar werd in februari 1957 onderminister van Buitenlandse Zaken in de regering van Dwight D. Eisenhower. Tijdens de ziekte van John Foster Dulles nam hij diens functie van minister van Buitenlandse Zaken waar. In april 1959 volgde hij Dulles op en was de 53e minister van Buitenlandse Zaken van de Verenigde Staten tot januari 1961.
Tot zijn dood in 1966 vervulde Herter functies in verschillende commissies en was hij de speciale afgevaardigde van de presidenten John F. Kennedy en Lyndon B. Johnson bij handelsbesprekingen met de EEG.
Jefferson ·
Randolph ·
Pickering ·
Marshall ·
Madison ·
Smith ·
Monroe ·
Adams ·
Clay ·
Van Buren ·
Livingston ·
McLane ·
Forsyth ·
Webster ·
Upshur ·
Calhoun ·
Buchanan ·
Clayton ·
Webster ·
Everett ·
Marcy ·
Cass ·
Black ·
Seward ·
Washburne ·
Fish ·
Evarts ·
Blaine ·
Frelinghuysen ·
Bayard ·
Blaine ·
Foster ·
Gresham ·
Olney ·
Sherman ·
Day ·
Hay ·
Root ·
Bacon ·
Knox ·
Bryan ·
Lansing ·
Colby ·
Hughes ·
Kellogg ·
Stimson ·
Hull ·
Stettinius ·
Byrnes ·
Marshall ·
Acheson ·
Dulles ·
Herter ·
Rusk ·
Rogers ·
Kissinger ·
Vance ·
Muskie ·
Haig ·
Shultz ·
Baker ·
Eagleburger ·
Christopher ·
Albright ·
Powell ·
Rice ·
Clinton ·
Kerry ·
Tillerson ·
Pompeo ·
Blinken
- Gemeinsame Normdatei: 120309823
- International Standard Name Identifier: 0000 0000 8287 3198
- Library of Congress Control Number: n85156964
- National Archives and Records Administration: 10569542
- Nationale Bibliotheek van Israël: 987007273904305171
- Nationale Bibliotheek van Polen: a0000002166039
- Nederlandse Thesaurus van Auteursnamen: 073656674
- SNAC: w65d8tmj
- Système universitaire de documentation: 06080310X
- Trove: 809931
- Biographical Directory of the United States Congress: H000548
- Virtual International Authority File: 107082649
- WorldCat: E39PBJbMbK4mRbB7BRyxGYCmh3